# أليخاندرو كاريون
أليخاندرو كاريون هو صحفي وكاتب وشاعر إكوادوري، ولد في 11 مارس 1915 في لوخا في الإكوادور، وتوفي في 4 يناير 1992 في كيتو في الإكوادور.